# Liste der Biografien/Bonk
Liste der Biografien |
Portal Biografien |
Personensuche
# |
A |
B |
C |
D |
E |
F |
G |
H |
I |
J |
K |
L |
M |
N |
O |
P |
Q |
R |
S |
T |
U |
V |
W |
X |
Y |
Z |
?
 
Ba |
Be |
Bd |
Bg |
Bh |
Bi |
Bj |
Bl |
Bm |
Bn |
Bo |
Br |
Bs |
Bu |
Bw |
By |
Bz
 
Boa–Boc |
Bod |
Boe |
Bof |
Bog |
Boh |
Boi–Bok |
Bol |
Bom |
Bon |
Boo |
Bop |
Boq |
Bor |
Bos |
Bot |
Bou |
Bov–Boz
 
Bona |
Bonc |
Bond |
Bone |
Bonf |
Bong |
Bonh |
Boni |
Bonj |
Bonk |
Bonl |
Bonm |
Bonn |
Bono |
Bonp |
Bonq |
Bonr |
Bons |
Bont |
Bonu |
Bonv |
Bonw |
Bonx |
Bony |
Bonz
Die Liste der Biografien führt alle Personen auf, die in der deutschsprachigen Wikipedia einen Artikel haben. Dieses ist eine Teilliste mit 19 Einträgen von Personen, deren Namen mit den Buchstaben „Bonk“ beginnt.

## Bonk
- Bonk, Bartłomiej (* 1984), polnischer Gewichtheber
- Bonk, Bernhard (1890–1944), deutscher römisch-katholischer Geistlicher, Steyler Missionar und Märtyrer
- Bonk, Christian (1807–1869), ostfriesischer Tuchfabrikant, baptistischer Gemeindegründer
- Bonk, Ecke (* 1953), deutscher Konzeptkünstler
- Bonk, Gerd (1951–2014), deutscher GewichtheberGerd Bonk (1951–2014)

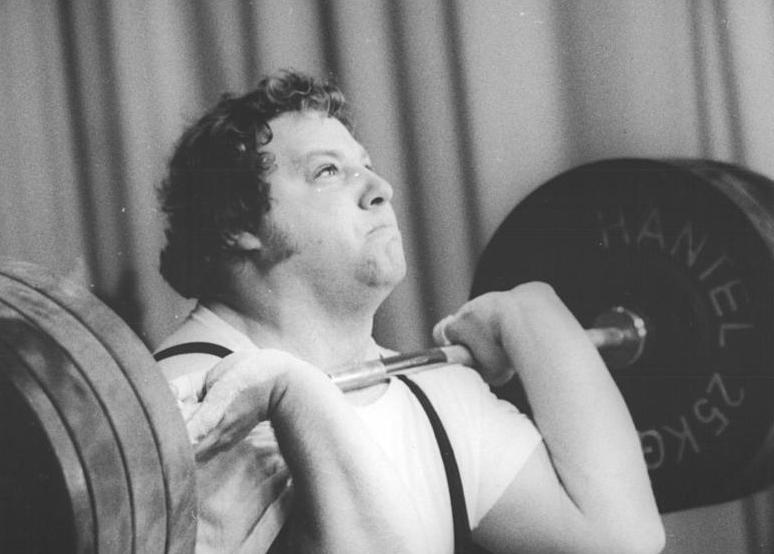
Gerd Bonk (1951–2014)

- Bonk, Hartmut (1939–2019), deutscher Bildhauer und Maler
- Bonk, Heinz Joachim (1935–2019), deutscher Jurist
- Bonk, Julia (* 1986), deutsche Politikerin (Die Linke), Landtagsabgeordnete in Sachsen
- Bonk, Jürgen (* 1963), deutscher Jurist und Richter
- Bonk, Radek (* 1976), tschechischer Eishockeyspieler
- Bonk, Sigmund (* 1959), deutscher Philosoph, Diakon und Hochschullehrer
- Bonk, Tino (* 1967), deutscher Bobsportler
- Bonk, Ulrich Ernst Wilhelm (1940–2023), deutscher Pathologe und Hochschullehrer

### Bonka
- Bonkas, Hans (1921–2012), deutscher Angestellter am Gericht
- Bonkat, Gernot (* 1970), deutscher Mediziner und Facharzt für Urologie

### Bonke
- Bonke, Regine (* 1948), deutsche Objektkünstlerin
- Bonker, Don (1937–2023), US-amerikanischer Politiker

### Bonkh
- Bonkhoff, Bernhard H. (* 1953), deutscher Theologe und Historiker, evangelischer Pfarrer, Buchautor und Herausgeber

### Bonko
- Bonkoungou Balima, Marie Odile (* 1961), burkinische Politikerin und Diplomatin